# コトヒキ
コトヒキ（学名：Terapon jarbua）とはスズキ目シマイサキ科の魚。

## 概要
ヤガタイサキともいい、全長30cmになる。体は長楕円形で、側扁する。背びれの棘条部と軟条部の境界に深く切れ込みがあり、名前の由来は後頭部と浮袋を結ぶ筋肉の働きにより、浮袋を振動させ音を出すことから、「琴弾」に相当する。沿岸、河口域に生息し、本州以南、インド洋や太平洋など広く分布。食用で、刺身などにして食べる。